# Långägg
Ett långägg är ett konstgjort ägg för restaurangbruk.
Äggulan separeras från äggvitan och blandas med modifierad stärkelse, salt och citronsyra (E330). Äggvitemassan och äggulemassan hälls sedan i varsitt rör. Det ena rörets diameter är mindre än det andra och kan därför placeras inuti det större. I detta mittersta, mindre rör häller man gulan, och i det yttre röret häller man vitan.
Efter kokning av denna enhet avlägsnas rörbitarna, och kvar blir ett långt "ägg" som lämpar sig för skivning. Genom att göra på detta sätt kan man på ett bra sätt ta tillvara även de delar av ett normalt ägg som annars kan upplevas som mindre aptitliga.